# غوريم
غوريم (بالتركية: Göreme) مدينة تأريخية تقع في وادي كبادوكيا في محافظة نوشهر التركية وسط الأناضول يبلغ عدد سُكانها حالياً حوالي 2000 نسمة ، وهي موقع مُسجل على لائحةِ التُراث العالمي منذُ سَنة 1985.
لايُعرف متى سُكنت المدينة تحديداً، لكن على الأرجح خلال عهد الحيثيين بين عامي 1800 و 1200 قيل الميلاد. تقع مينة غوريم وسط إمبراطوريات مُتنازعة تَكثر بينها الحروب مثل الإمبراطورية الفارسية والإمبراطوية اليونانية مما دفع الناس إلى اللجوء إلى حفر الملاجئ والانفاق وسط الجبال المُحيطة للهرب. خلال العهد الروماني أصبحت المنطقة ملاذاً للمسيحين الهاربين من الإضطهاد،وهذا واضح من خلال عدة كنائس محفورة بالصخر مازالت أطلالها قائمة حتى الآن.
من الآثار المُهمة في غوريم كنيسة توكلي الفخمة وكنيسة التفاحة وبيوت آثارية منحوتة بالصخر وأبراج الحمام.

## كيف نشأت

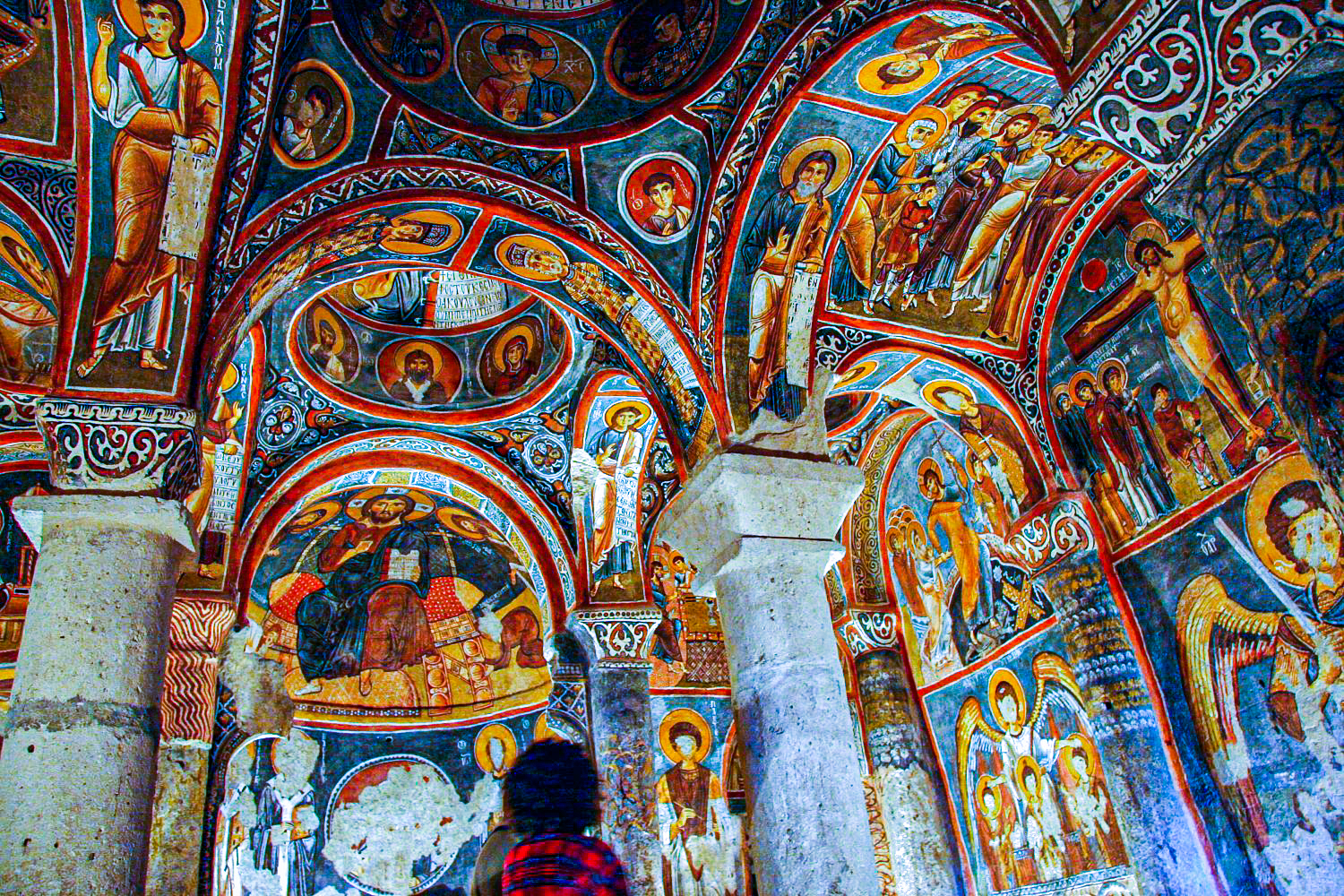
كنيسة الظلام - متحف غوريم المفتوح (2004)

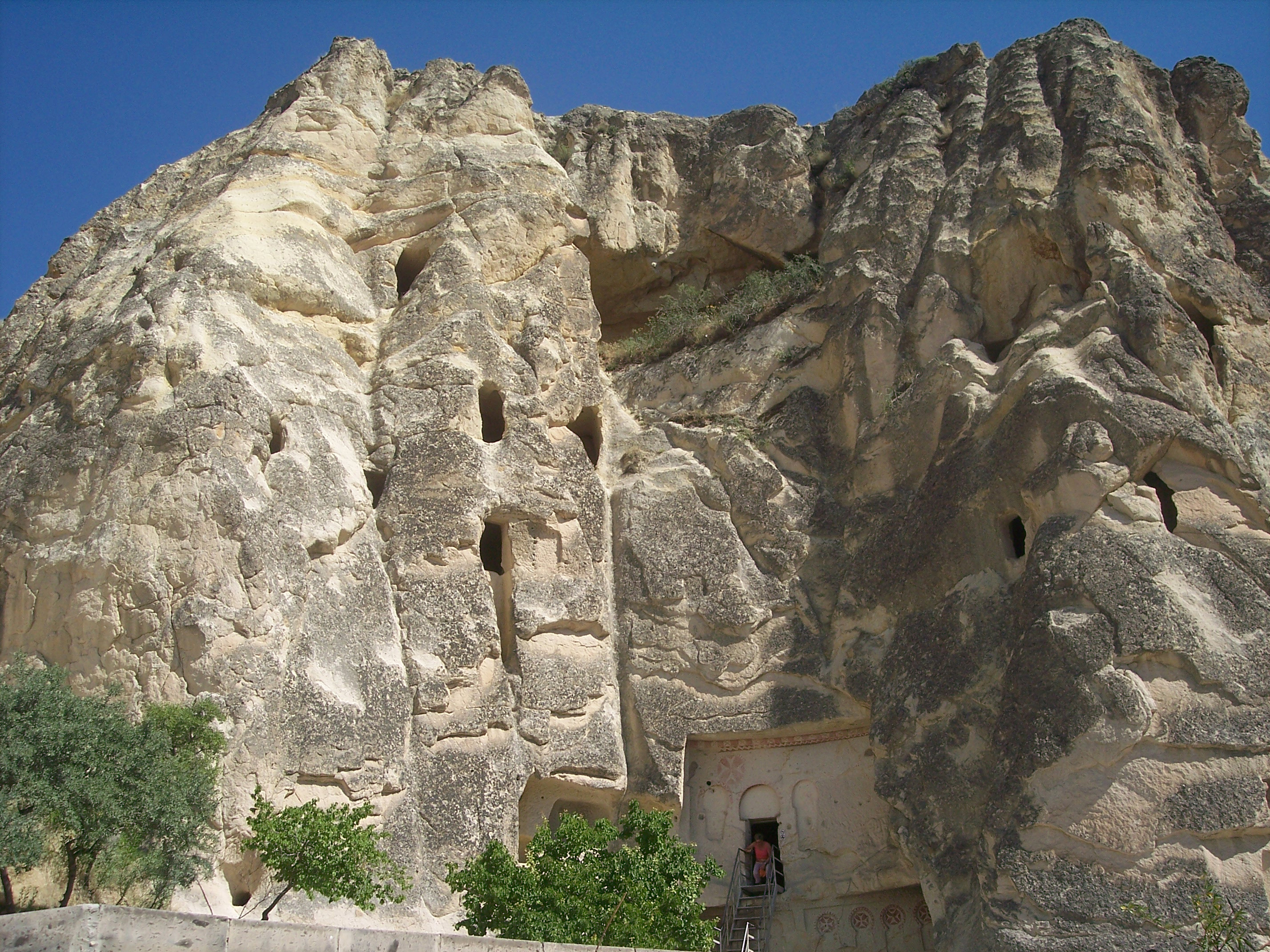
كنيسة شاريكلي

يُشكل صخور التوف بدرجات متفاوتة من الصلابة، أساس هذه المناظر الطبيعية: فقد شكلت الانفجارات البركانية والمجاري المائية الهياكل النموذجية  على مدى ملايين السنين. استخدمها المسيحيون الأوائل لعيش حياة عبادة منعزلة، ولكن قبل كل شيء كملجأ من أعدائهم (الفرس والرومان والعرب والمغول). لم يكتفوا ببناء الكنائس والمصليات المنحوتة في الصخر، بل بنوا أيضًا مجمعات سكنية كاملة لآلاف الأشخاص. وصل عمق بعضها إلى عشرة طوابق، مما وفر ظروفًا معيشية مريحة إلى حد معقول، مع مرافق مثل المطابخ وغرف التخزين وغرف النوم، وحتى إسطبلات الحيوانات ومشارح الموتى، مزودة بفتحات تهوية.
أتاح العيش في صخور التوف ميزة أخرى من حيث الطقس: فهو يُبقيك باردًا في الصيف وأقل برودة في الشتاء. ويمكن سد الممرات بأحجار كبيرة تشبه حجر الرحى إذا لزم الأمر. ويُعتقد أن ما يصل إلى 100 مجمع سكني كانت متصلة ببعضها البعض. ديرينكويو هو أكبر المجمعات السياحية ويستوعب (على الأرجح) حوالي 10000 شخص

## الحياة البدائية
بسبب الطبيعة الطيّعة للصخور والمخاريط في غوريم ومحيطها، نحت الناس منازل كهفية هنا منذ القرن الثالث على الأقل (وربما قبل ذلك بكثير). كانت أقدم هذه المنازل على الأرجح كهوفًا بسيطة . ولكن بحلول القرن العشرين، احتوت معظم المنازل (باستثناء تلك المخروطية) على غرف حجرية بُنيت أمام الكهوف لتسكنها العائلات، بينما استُخدمت الكهوف كأماكن للإسطبلات والتخزين. صُممت المنازل لتناسب أسلوب حياة خاص بكل مكان، حيث كانت تُقطع مذودات الحيوانات من الصخر، بالإضافة إلى معاصر لدوس العنب، ثم لصنع دبس العنب لاحقًا. أما أفران التندير المحفورة في الأرضيات، فقد كانت تُستخدم أيضًا للتدفئة. استمر هذا النمط من الحياة حتى العقد الأول من القرن الحادي والعشرين، ولكنه انتهى فعليًا نتيجةً لازدهار السياحة الذي شهد تحويل معظم المنازل القديمة إلى فنادق بوتيكية بحلول عام ٢٠١٥ تقريبًا.

## السياحة
لم تكن غوريم تستقبل الكثير من السياح حتى سبعينيات القرن الماضي، لكنها أصبحت بحلول عام 2000 عاصمة السياحة في كابادوكيا. جلبت السياحة الثروة وحسّنت مستوى المعيشة للقرية، لكنها غيّرت تمامًا ليس فقط استخدام مباني الكهوف القديمة داخل القرية، والتي حُوّلت جميعها تقريبًا إلى فنادق، بل غيّرت أيضًا حياة القرويين، الذين يعمل معظمهم الآن في السياحة. انتقل العديد من السكان السابقين للعيش في البلدات والقرى المحيطة - نيفشهير، وأفانوس، وأوتشيسار، وأورجوب - بعد أن باعوا منازلهم في غوريم لتحويلها إلى فنادق. في العقد الثاني من القرن الحادي والعشرين، بدأ عدد متزايد من الفنادق في البناء أو الشراء من قبل مستثمرين من خارج غوريم.

## معرض الصور

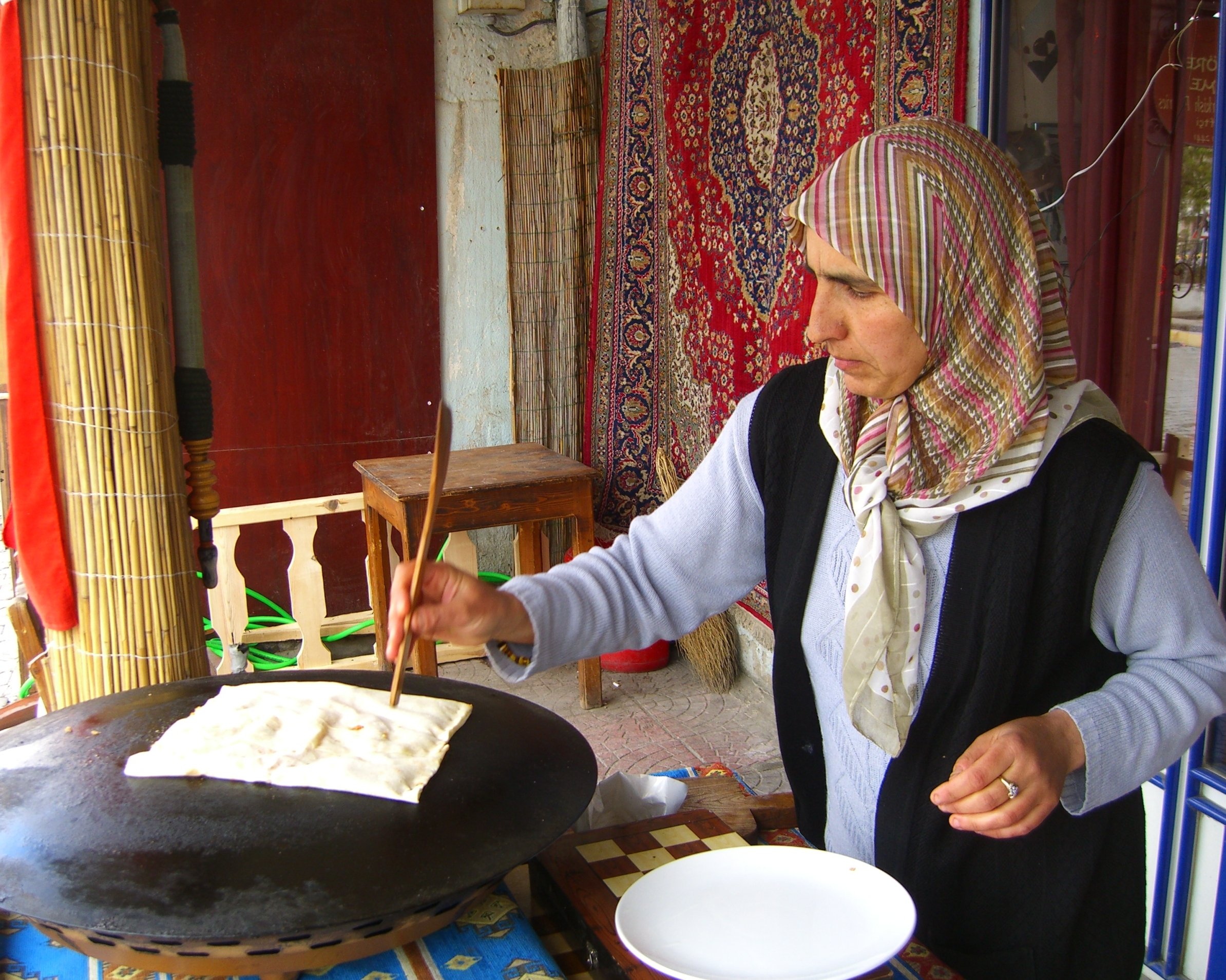
صاحبة مقهى تخبز رغيفاً من الخُبز
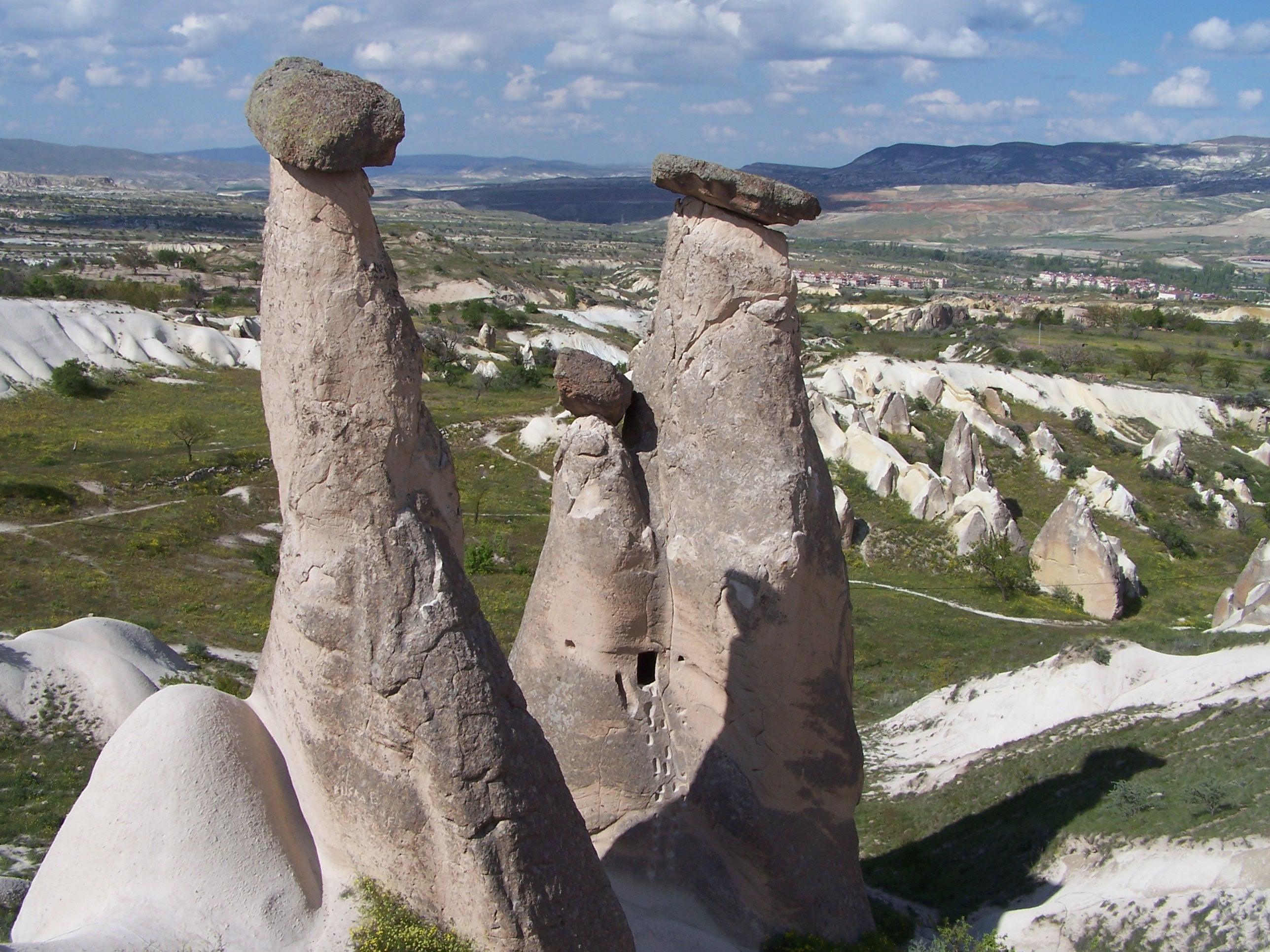
تشكيلات الصخور في وادي كبادوكيا.
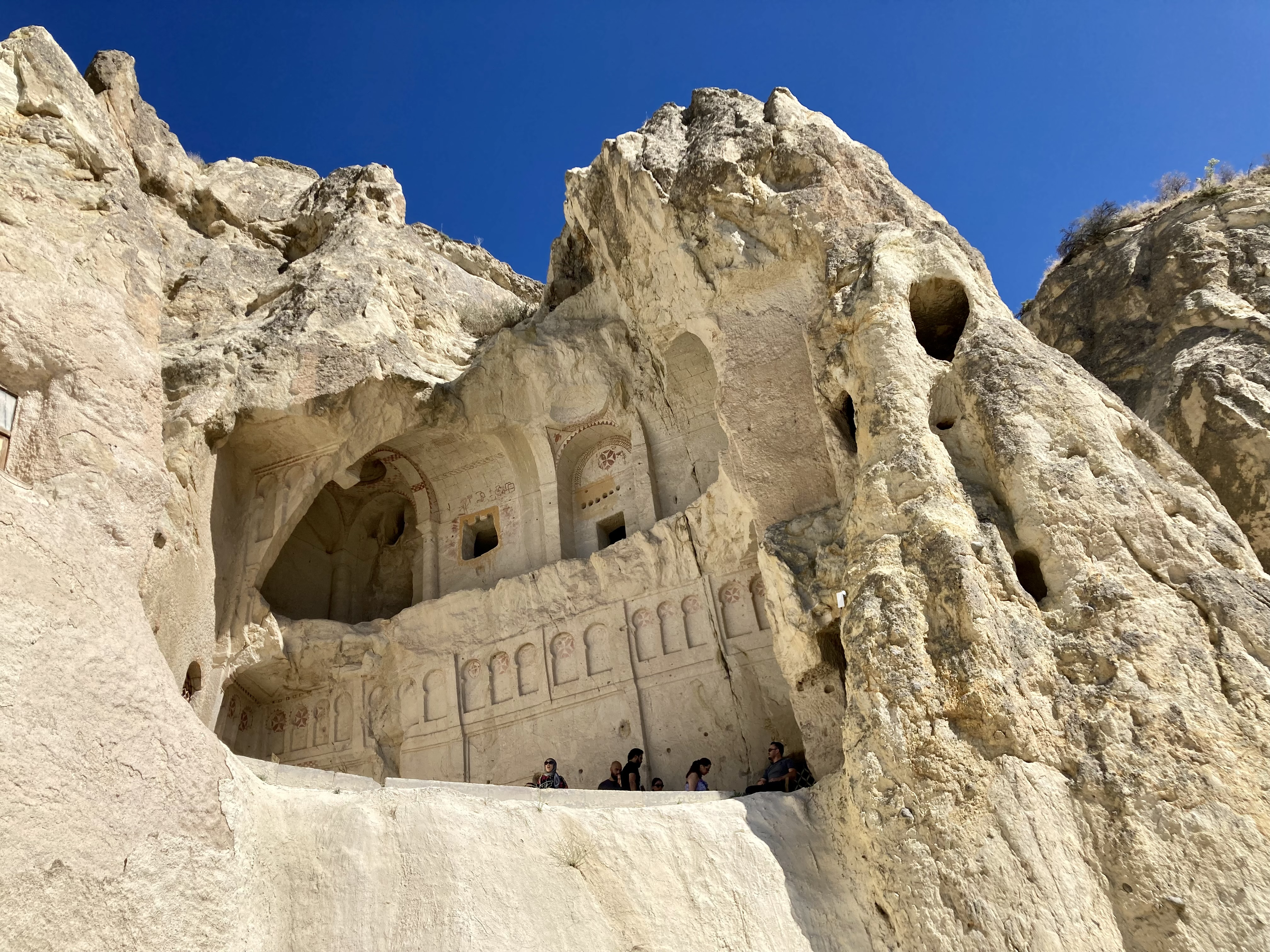
كنيسة كارانليك (المظلمة) الجبلية .
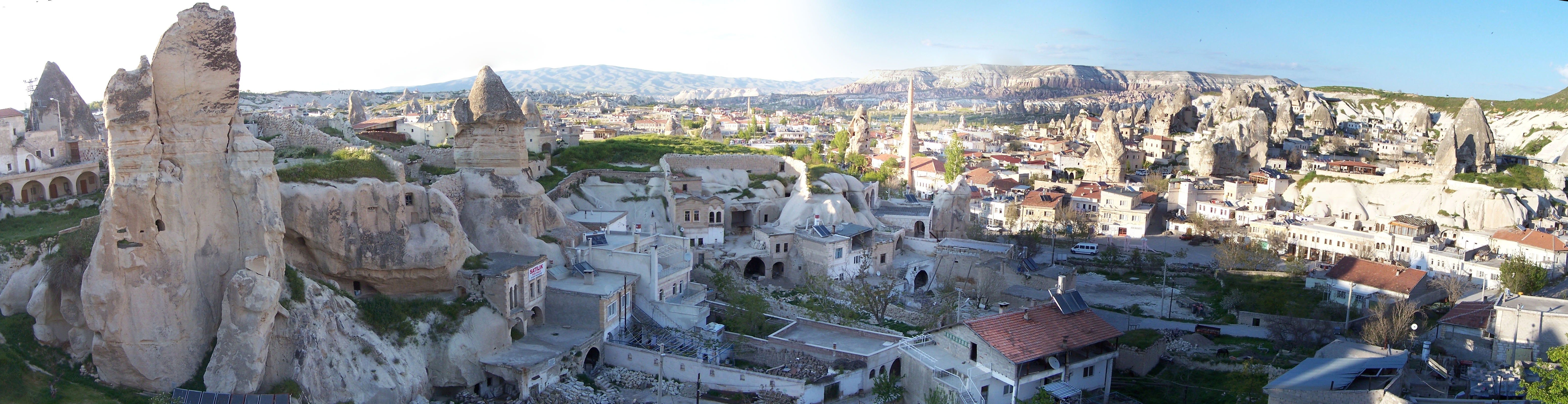
منظر ل غوريم